# Louis Glineux
Louis Edouard Albert Glineux (Dour, Hainaut, 10 de desembre de 1849 - ?) va ser un tirador amb arc belga, que va competir a finals del segle xix. El 1900 va prendre part en els Jocs Olímpics de París, en què guanyà la medalla de bronze en la modalitat de tir Sur la Perche à la Pyramide del programa de tir amb arc.